# Amar’e Stoudemire
Amar’e Carsares Stoudemire (ur. 16 listopada 1982 w Lake Wales) – amerykański koszykarz, posiadający również izraelskie obywatelstwo, występujący na pozycji silnego skrzydłowego lub środkowego, obecnie zawodnik Maccabi Fox Tel Awiw.
W 2002 wystąpił w meczu gwiazd amerykańskich szkół średnich - McDonald’s All-American.
W sezonie 2005/2006 z powodu kontuzji zagrał zaledwie w trzech spotkaniach. W lipcu 2010 podpisał pięcioletni kontrakt z New York Knicks w wyniku którego zarobi prawie 100 milionów dolarów. 26 września 2010 został wybrany kapitanem New York Knicks.
W lipcu 2015 został zawodnikiem Miami Heat. 26 lipca 2016 zawarł kontrakt z New York Knicks, by móc zakończyć swoją karierę w NBA jako zawodnik tego właśnie klubu.
1 sierpnia 2016 podpisał dwuletnią umowę z izraelskim Hapoelem Jerozolima, klubem którego jest współwłaścicielem. 4 września 2017 ogłosił zakończenie kariery sportowej. W 2018 przeszedł konwersję na judaizm, a kilka miesięcy później wznowił karierę koszykarską w barwach Hapoelu Jerozolima. W marcu 2019 otrzymał izraelskie obywatelstwo. 22 października dołączył do chińskiego Fujian Sturgeons. 
22 stycznia 2020 został zawodnikiem izraelskiego Maccabi Fox Tel Awiw. 

## Osiągnięcia

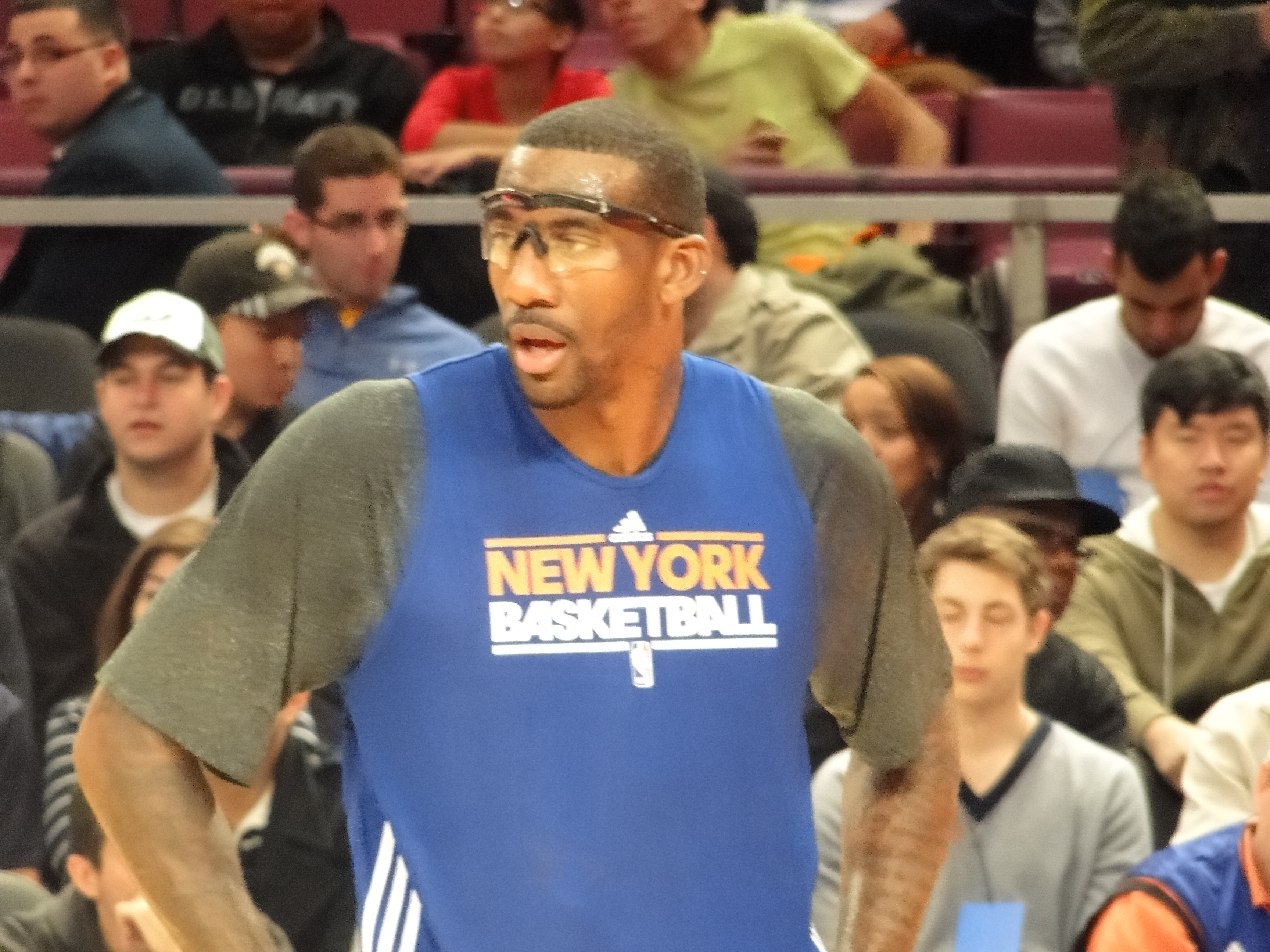

Stan na 22 stycznia 2020, na podstawie, o ile nie zaznaczono inaczej.

### NBA
- Debiutant Roku NBA (2003)[12]
- MVP NBA Rookie Challenge (2004)
- 6-krotny uczestnik meczu gwiazd NBA (2005, 2007–2011)
- Zaliczony do:
  - I składu:
    - I składu NBA (2007)
    - debiutantów NBA (2003)[13]
    - letniej ligi NBA (2006)

  - II składu NBA (2005, 2008, 2010, 2011)
- Uczestnik:
  - Rookie Challenge (2003, 2004)
  - konkursu wsadów (2003, 2005)
- Zawodnik:
  - miesiąca (kwiecień 2005, marzec 2010)
  - tygodnia (21.11.2004, 12.12.2004, 25.02.2007, 10.02.2008, 16.03.2008, 10.11.2008, 22.11.2010, 06.12.2010)
- 2-krotny debiutant miesiąca (styczeń, kwiecień 2003)

### Inne drużynowe
- Mistrz Izraela (2017)
- 3. miejsce podczas rozgrywek Eurocup (2017)
- Zdobywca pucharu:
  - Izraela (2019)
  - ligi izraelskiej (2016)
- Finalista pucharu Izraela (2017)
- Uczestnik rozgrywek:
  - Eurocup (2016/2017 – 3. miejsce)
  - Ligi Mistrzów (2018/2019 – TOP 8)

### Inne indywidualne
- MVP meczu gwiazd ligi izraelskiej (2017)
- Zaliczony do II składu Eurocup (2017)[14]
- Uczestnik meczu gwiazd ligi izraelskiej (2017, 2019)

### Reprezentacja
- Brązowy medalista olimpijski (2004)[15]
- Mistrz Ameryki (2007)[16]